# Мікаель Нільссон
Мікаель Нільссон (швед. Mikael Nilsson, нар. 28 вересня 1968, Фальчепінг) — шведський футболіст, що грав на позиції захисника.
Виступав, зокрема, за клуб «Гетеборг», а також національну збірну Швеції.
Шестиразовий чемпіон Швеції. Володар Кубка Швеції.

## Клубна кар'єра
У дорослому футболі дебютував 1985 року виступами за команду клубу «Фальчепінг», в якій провів два сезони, взявши участь у 32 матчах чемпіонату. 
1988 року перейшов до клубу «Гетеборг», за який відіграв 12 сезонів. Більшість часу, проведеного у складі «Гетеборга», був основним гравцем захисту команди. Завершив професійну кар'єру футболіста виступами за команду «Гетеборг» у 2000 році.
Мікаель найбільше відомий своїм потужним ударом, після якого м'яч часом летів за абсолютно непередбачуваною траєкторією. На телепрограмі каналу ITV Найвидатніші голи Ліги чемпіонів, 2 м'ячі, під номерами 20 та 19 увійшли до топ-50. Один з відомих гостей Клайва Тайлдіслі сказав: «Тепер вони знають як він [Нільссон] може бити, о, тепер вони знають як він може бити», ці слова були сказані про другий гол у ворота ПСВ. Цікаво, що обидва ці м'ячі були забиті в березні 1993 року в ворота голландського клубу ПСВ. Спочатку Нільссон відзначився в гостьовому матчі, коли він, пройшовши все поле від своєї штрафної і зігравши попутно в стінку з партнером, метрів з 25 завдав удару, після якого м'яч за параболічною траєкторією залетів у ближній кут «за комір» голкіперу голландців («Гетеборг» переміг з рахунком 3:1). Через 2 тижні в домашньому матчі Нільссон відкрив рахунок потужним ударом правою ногою зі штрафного з 32 метрів — м'яч облетів стінку справа, після чого різко змінив напрямок і полетів наліво, повністю дезорієнтувавши голкіпера гостей (господарі виграли з рахунком 3:0). Цікаво, що, крім Нільссона, лише один швед зумів потрапити в цей список 50 кращих голів — Фредрік Юнгберг.

## Виступи за збірну
1991 року дебютував в офіційних матчах у складі національної збірної Швеції. Протягом кар'єри у національній команді, яка тривала 6 років, провів у формі головної команди країни 22 матчі.
У складі збірної був учасником чемпіонату Європи 1992 року у Швеції, чемпіонату світу 1994 року у США, на якому команда здобула бронзові нагороди.

## Титули і досягнення
«Іф Гтеборг»
- Чемпіон Швеції
  -  Чемпіон (6): 1990, 1991, 1993, 1994, 1995, 1996

- Кубок Швеції
  -  Володар (1): 1990-91

- Бронзовий призер чемпіонату світу: 1994